# Trentepohlia reisi
Trentepohlia reisi är en tvåvingeart som beskrevs av Alexander 1920. Trentepohlia reisi ingår i släktet Trentepohlia och familjen småharkrankar.
Artens utbredningsområde är Kamerun. Inga underarter finns listade i Catalogue of Life.